# Talant Samsalijew
Talant Samsalijew (kirgisisch Талант Самсалиев; * 27. April 1980) ist ein kirgisischer ehemaliger Fußballspieler.

## Karriere

### Verein
Im Jahr 2000 begann Samsalijew seine Karriere bei FC Dinamo-Polyot Bishkek, kam dort zu 26 Einsätzen und wechselte bereits 2001 zum kirgisischen Rekordmeister FK Dordoi Bischkek, wo er seitdem Stammspieler ist. Mit seinem Verein konnte er bereits zahlreiche Titel gewinnen.

### Nationalmannschaft
2004 wurde er erstmals in die kirgisische Nationalmannschaft berufen. Beim Nehru Cup 2007 traf er gegen Kambodscha, das Spiel gewann Kirgisistan mit 4:3.

## Erfolge
Dordoi Bishkek
- Top Liga (8): 2004, 2005, 2006, 2007, 2008, 2009, 2011, 2012, 2014
- Kyrgyzstan Cup (6): 2004, 2005, 2006, 2008, 2010, 2012, 2014
- Kyrgyzstan Super Cup (3): 2011, 2012, 2013, 2014
- AFC President’s Cup (2): 2006, 2007